# 霍华德·克罗西特
霍华德·克罗西特（英語：Howard Crossett，1918年7月22日—1968年6月30日），生于纽约州，美国男子雪车运动员。他曾代表美国参加1952年冬季奥林匹克运动会雪车比赛，获得男子四人银牌。